# Marcelle Soares-Santos
Marcelle Soares-Santos est une physicienne brésilienne. Professeure à l'Université Brandeis, elle est chercheuse au Fermi National Accelerator Laboratory à Batavia, près de Chicago. Ses recherches portent sur les caractéristiques des ondes gravitationnelles et de l'énergie noire,,.

## Biographie
Marcele est née en 1983 à Vitória, dans l'Etat d'Espirito Santo. En 1985, sa famille s'installe à Parauapebas, dans la Serra dos Carajás, dans le Pará. Diplômée en physique de l'Université fédérale d'Espírito Santo (Ufes) en 2004, elle commence ses études de troisième cycle, avec une maîtrise et un doctorat en astronomie de l'Université de São Paulo (USP). Elle soutient ensuite son doctorat en 2010.
En 2019, elle fut reconnue par la Fondation Alfred P. Sloan comme l'une des meilleures jeunes scientifiques en activité et faisant partie de « l'avant-garde de la science du XXIe siècle ».